# Damasławek (gromada)
Damasławek – dawna gromada, czyli najmniejsza jednostka podziału terytorialnego Polskiej Rzeczypospolitej Ludowej w latach 1954–1972.
Gromady, z gromadzkimi radami narodowymi (GRN) jako organami władzy najniższego stopnia na wsi, funkcjonowały od reformy reorganizującej administrację wiejską przeprowadzonej jesienią 1954 do momentu ich zniesienia z dniem 1 stycznia 1973, tym samym wypierając organizację gminną w latach 1954–1972.
Gromadę Damasławek z siedzibą GRN w Damasławku utworzono – jako jedną z 8759 gromad na obszarze Polski – w powiecie wągrowieckim w woj. poznańskim, na mocy uchwały nr 40/54 WRN w Poznaniu z dnia 5 października 1954. W skład jednostki weszły obszary dotychczasowych gromad Damasławek, Piotrkowice i Turza oraz miejscowość Starężynek z dotychczasowej gromady Kopanina ze zniesionej gminy Damasławek w tymże powiecie. Dla gromady ustalono 23 członków gromadzkiej rady narodowej.
1 stycznia 1959 do gromady Damasławek włączono obszary zniesionych gromad Mokronosy (bez miejscowości Wiśniewko) i Międzylesie w tymże powiecie.
Gromada przetrwała do końca 1972 roku, czyli do kolejnej reformy gminnej. 1 stycznia 1973 w powiecie wągrowieckim reaktywowano gminę Damasławek.